# VDK Gent Dames
VDK Gent Dames är en volleybollklubb (damer) från Gent, Belgien. 
Flera lokala klubbar gick 1990 samman i SAGEVO (SAmenwerkingsverband GEnts VOlleybal). När ytterligare klubbar anslöt 1993 fick sammanslutningen namnet VDK Gent. I slutet av 1990 splitterades dam- och herrverksamheten så att herrarna fortsatte i Caruur Volley Gent. 
Laget har blivit belgiska mästare två gånger. De har också vunnit belgiska cupen en gång och belgiska supercupen sex gånger.